# Streicher (Chiemgauer Alpen)
Der Streicher ist ein Berg der Chiemgauer Alpen in Bayern mit 1594 m ü. NHN Höhe. Er liegt an der Gemeindegrenze von Ruhpolding und Inzell im Landkreis Traunstein. Am Streicher wurde im Mittleren Wettersteinkalk ab 1666 bis 1826 nach Blei und Zink geschürft.

## Geographie
Der Streicher ist einer der Gipfel des Rauschberg-Massivs und bildet den westlichsten Vorsprung des Inzeller Kienbergs. Sein nur 600 Meter entfernter östlicher Nachbargipfel ist der 1603 Meter hohe Zenokopf. Nach Westsüdwesten trennt ihn der Kienbergsattel (1430 m) etwas nördlich unterhalb der Kienbergalm (1441 m) vom 1,3 Kilometer entfernten Hinteren Rauschberg, mit 1671 Meter der höchste Punkt des Rauschberg-Massivs.
Der Gipfel des Streichers befindet sich 6 Kilometer südöstlich von Ruhpolding und 4 Kilometer südwestlich von Inzell (Luftlinie). Über den Gipfel verläuft die Gemeindegrenze zwischen Ruhpolding und Inzell. Sie zieht vom Zenokopf kommend durch die Scharte (Streicherscharte – 1558 m) auf den Gipfel und dann weiter nach Nordwesten, um schließlich über den Fahrriesbodenrücken nach Nordnordosten in Richtung Deutsche Alpenstraße abzutauchen. Die Südwest- und Westseite des Berges gehören zu Ruhpolding, die Ostseite jedoch zu Inzell.
Der Streicher ist ein recht asymmetrischer Berg – mit steilen Wandabbrüchen auf seiner Nord- und Nordwestseite und einer recht sanften Südseite, die ausgehend von der Streicherscharte über die Inzeller Skihütte (1545 m) einen kleinen Rücken zur Kienbergalm hinabsendet, welcher auch vom Südanstieg benutzt wird. Die Nordabbrüche gehen in den Fahrriesbodenrücken über, der nach Nordnordost fast bis an die Schmelz heranreicht. Die Nordwestabbrüche laufen in der Weißen Wand aus, welche östlich des Roßgassbodens mit der Pointner Graben-Diensthütte aufragt.

### Zugang
Der Normalanstieg und auch kürzeste Zugang zum Streicher erfolgt vom Inzeller Ortsteil Schmelz (740 m) im Nordosten. In etwa zweieinhalb Stunden verläuft der relativ leichte Anstieg auf dem Knappensteig über die Fahrriesboden-Kapelle (860 m) durch Wald hoch zur Halde des ehemaligen Blei-Zink-Bergbaus. Von dort dann weiter durch die Schneegrube nördlich unterhalb des Zenokopfs zur Scharte und sodann rechts am Grat weiter zum großen Gipfelkreuz. Beträchtlich weiter ist der Zugang über den Hüttensteig von Zwing im Ostnordosten. Der Berg kann auch von der wesentlich flacheren Südseite bestiegen werden, Ausgangspunkt ist hierbei die Kienbergalm bzw. die Kaitlalm. Über die Kienbergalm und die Rauschbergalm besteht ferner eine Querverbindung zum Vorderen Rauschberg (1645 m) mit dem Rauschberghaus und der Bergstation der Rauschbergbahn. Zum Kienbergsattel führt ausgehend von der Deutschen Alpenstraße (B 305) bei Aschenau eine gut ausgebaute Forststraße herauf.
Der Gipfel bietet eine gute Aussicht auf den Hinteren Rauschberg, den Roßgassenkopf, die Ruhpoldinger Vorberge, den Chiemsee, die Inzeller Berge, Untersberg, Hoher Göll, Watzmann, Hochkalter, Ristfeuchthorn, Reiter Alpe, Leoganger Steinberge, das Sonntagshorn-Massiv, Dürrnbachhorn, Kaisergebirge, Hörndlwand, Hochgern und Hochfelln.

## Geologie

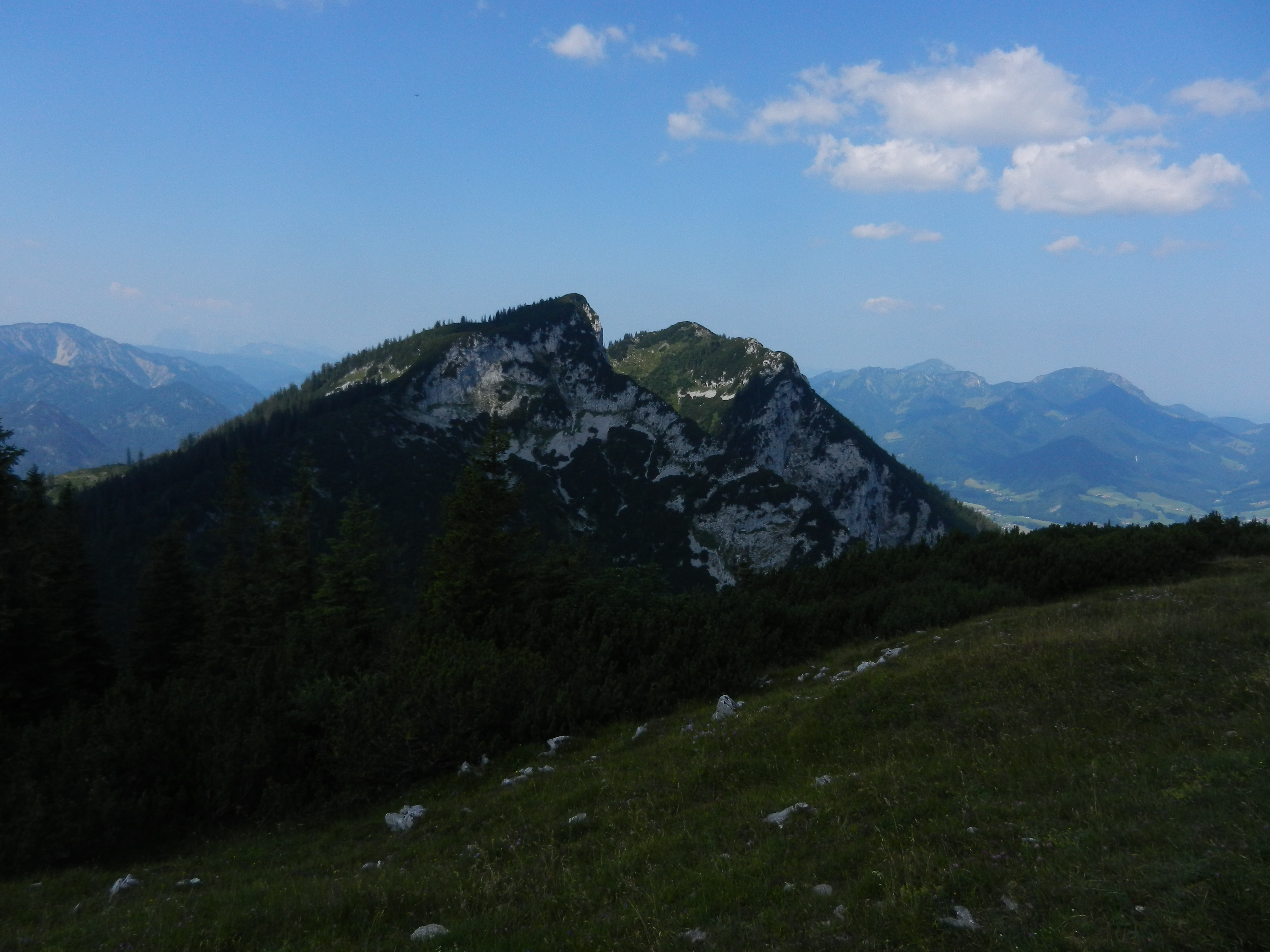
Blick vom Streicher nach Westen zum Hinteren Rauschberg, zum Vorderen Rauschberg und zum Roßgassenkopf.

Der Streicher wird aus Wettersteinkalk des Ladiniums aufgebaut, welcher der Staufen-Höllengebirgs-Decke des Tirolikums angehört. Die Deckenstirn, an der das Tirolikum die Allgäu-Decke des Bajuvarikums überfährt, verläuft in ostnordöstlicher Streichrichtung nur 2 Kilometer weiter nördlich am Bergfuß westlich von Schmelz. Die Schichten fallen recht sanft gen Süden ein (mit knapp 20°). Am Sattel zum Zenokopf quert eine Nordost-streichende Störung, an der auch noch die hangende Raibl-Formation mit dem Raibler Tonstein auftritt. Den obersten Wettersteinkalk prägt eine Sonderfazies, die besonders in der Streicherscharte aufgeschlossen ist. Sie besteht aus einer Vielfalt sedimentärer Bildungen – Brekzien, Rhythmiten, Resedimenten und feinkavernösen Kalken.

### Würm-Kaltzeit
Während der Würm-Kaltzeit bestand ein kleinerer Lokalgletscher am Nordhang des Streichers, der in Nordost-Richtung nach Schmelz herabzog. Sein Einzugsbereich lag unterhalb der Schneegrube zwischen Streicher und Zenokopf. Sein Zungenbecken war der Fahrriesboden, unterhalb dem sich die Endmoränen mit den Fernmoränen des durch das Wildenmoos fließenden westlichen Seitenarms des Rottraungletschers mischten. Laut Klaus Doben (1973) standen die Ferneismassen auf etwas über 900 Höhenmeter, der Seitenarm des Rottraungletschers hatte somit hier eine Dicke von gut 150 Meter.

## Blei-Zink-Bergbau

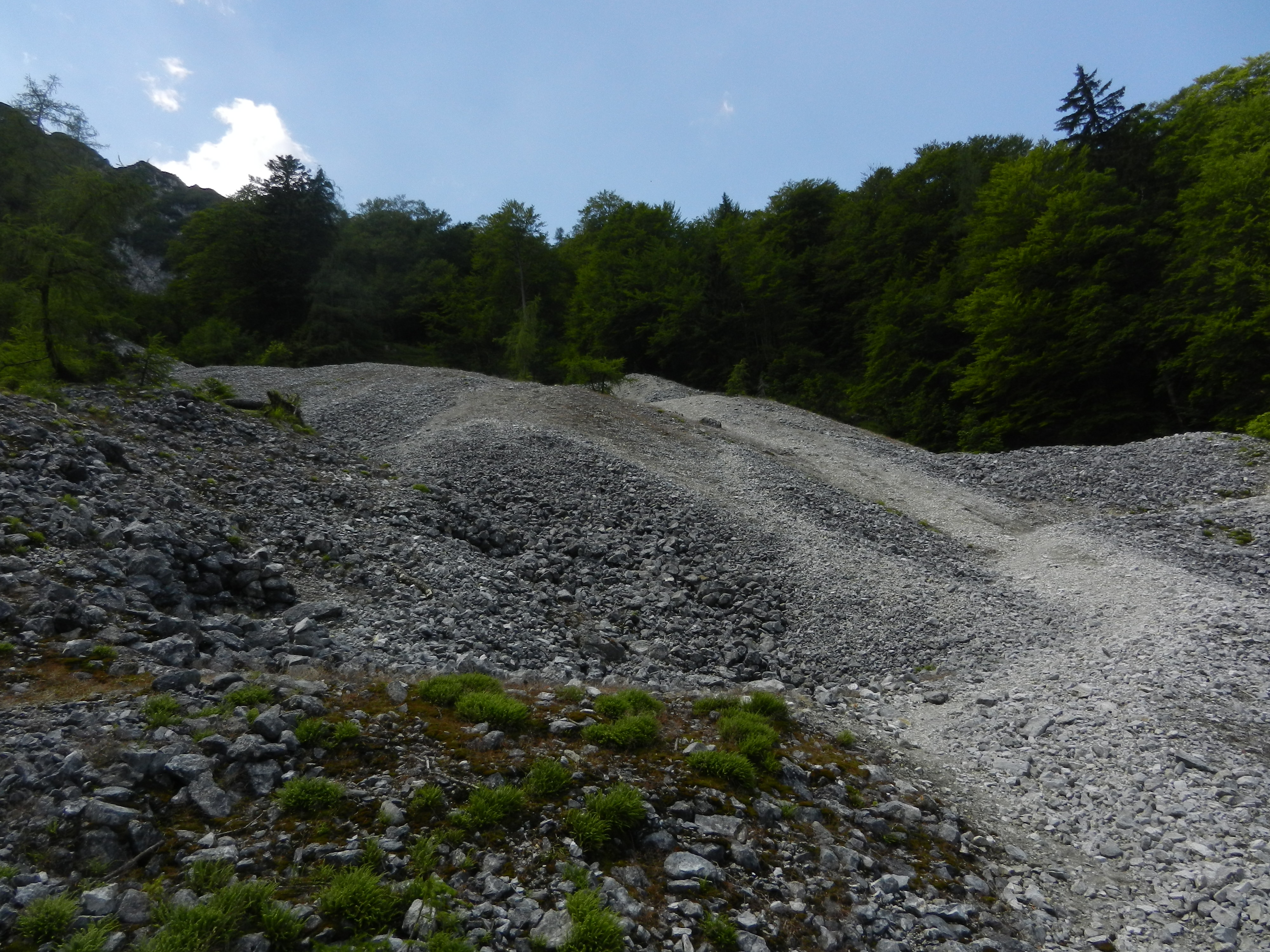
Die Halde unterhalb des Ewigganges auf 1190 Meter Höhe.

Das Blei- und Zinkvorkommen am Inzeller Kienberg stellt das größte Vorkommen dieser Art in den Bayerischen Alpen dar und war historisch durchaus bedeutsam. Es steht im Zusammenhang mit dem Bergbau am nahen Hochstaufen und dem Pb-Zn-Vorkommen am Jenner in den Berchtesgadener Alpen.
Im Mittleren Wettersteinkalk bilden die Erzanreicherungen Nester, Klumpen oder Schläuche in Kluftletten, Spaltenfüllungen oder Kalkbrekzien. Diese Erzkörper können eine beachtliche Dimension erreichen. Derberzkörper von mehreren hundert Kilogramm Gewicht sind häufig angetroffen worden. Insgesamt sind die Erze in unregelmäßig gestalteten Bereichen stärker konzentriert, zwischen die sich erzarme und erzleere Zonen einschieben.
Das gewonnene Erz wurde auf dem Knappensteig hinunter nach Schmelz abtransportiert und dort verhüttet. Das taube Gestein wurde vor dem Stollenmund zu einer riesigen Halde aufgeschüttet. Auf den Halden um den Streicher findet sich insbesondere Zinkblende (Sphalerit) mit etwas derbem Bleiglanz (Galenit). Der Bergbau am Rauschbergstock ging aber vor allem auf Schwarzbleierz (Gemenge aus Bleiglanz und Cerussit), Galmei (Gemenge aus Smithsonit und Hydrozinkit) und silberhaltigen Bleiglanz. Die Zinkblende konnte erst im 19. Jahrhundert verhüttet werden und wurde daher anfangs noch als wertlos auf die Halden verkippt.
Der Bergbau kam schließlich im Jahr 1826 zum Erliegen. Zwischen 1922 und 1926 wurde noch ein letzter Suchstollen unterhalb des Ewigganges angefahren, der aber nur taubes Gestein antraf.

### Reviere
In der Mitte unter dem Gipfel des Streichers liegt das Revier des Ewigen Ganges mit dem Karlstollen, dem Lorenzstollen, dem Ewigen Gangbau mit großen, untereinander durchschlägigen Zechen und Seitenstrecken, dem Abrahamstollen und dem Hasenbau.
Der Ewiggang ist Teil einer Ostnordost- bis Ost-streichenden Störungszone, die aus der Roßgasse heraus unterhalb der Nordwände des Streichers vorbei in Richtung Wildenmoos weiterzieht. Die Störungszone fällt mit 70° in nördliche Richtung ein und kommt rund 500 Meter hinter der Deckenstirn zu liegen. Sie ist zu so genannten Blättern organisiert. Hierbei handelt es sich um Harnischflächen, die bei Aufschiebungsbewegungen entlang der Störungszone entstanden, welche aus zwei Parallelbrüchen mit einer Anzahl Nebenstörungen besteht. Der Raum zwischen scharf ausgeprägten Störungsflächen ist als zum Teil brekziierte Ruschelzone ausgebildet, welche den Tagwässern günstige Ansatzpunkte zu intensiver Höhlenbildung gab. Die Breite der Störungszone beträgt maximal 20 Meter, durchschnittlich 5 bis 10 Meter. Dieser Bereich ist – und zwar immer im Liegenden der Hauptstörung – über eine streichende Entfernung von 1200 Meter und eine maximale Teufe von 200 Meter erzführend.
Westlich vom Ewiggang, ebenfalls unter dem Gipfel des Streichers, befand sich noch das Revier des Strahleckerbaues, mit dem Strahleckerstollen, dem Sebastianistollen, dem Nepomukstollen (mit dem vorigen mittels Gesenke durchschlägig), dem Amalienstollen sowie unterhalb dem Valentinstollen.

### Entstehung
Wie auch andernorts im Alpenbogen wurde syngenetisch und fein verteilt im Kalk eingelagertes Blei und Zink erst später mobilisiert und sodann in Störungszonen im Wettersteinkalk zu abbauwürdigen Vererzungen konzentriert.

### Mineralogie
Die Blei-Zink-Erzparagenese am Streicher umfasst neben Kalzit, Dolomit und Quarz die Minerale bzw. Mineralgemenge:
- Galmei – sehr wichtig
- Schwarzbleierz – wichtig
- Galenit PbS, teils silberhaltig – wichtig
- Sphalerit ZnS – wichtig
- Smithsonit Zn[CO3] – nicht sehr häufig
- Hemimorphit Zn4[4][(OH)2|Si2O7]·H2O – nicht sehr häufig
- Hydrozinkit Zn5[(OH)6|(CO3)2] – häufige Neubildung
- Greenockit CdS – relativ häufiges Verwitterungsmineral
- Aurichalcit (Zn,Cu)5[(OH)6|(CO3)2] – selten, Verwitterungsmineral
- Cerussit Pb[CO3] – sehr selten
- Ilsemannit Mo3O8·nH2O – selten

sowie als Begleiter
- Malachit Cu2[(OH)2|CO3]
- Chalkopyrit CuFeS2
- Pyrit FeS2
- Markasit FeS2
- Limonit

## Geotop
Der Bergbau am Ewiggang ist unter der Nummer 189G002 als Geotop des Landkreises Traunstein ausgewiesen. Das 700 × 300 Meter große Geotop mit einer Fläche von 210.000 Quadratmeter befindet sich auf 1190 bis 1220 Meter Meerhöhe.

## Ökologie
Der Streicher liegt vollständig im Naturschutzgebiet Östliche Chiemgauer Alpen, das gleichzeitig auch als Vogelschutzgebiet und FFH-Gebiet fungiert.

## Fotogalerie

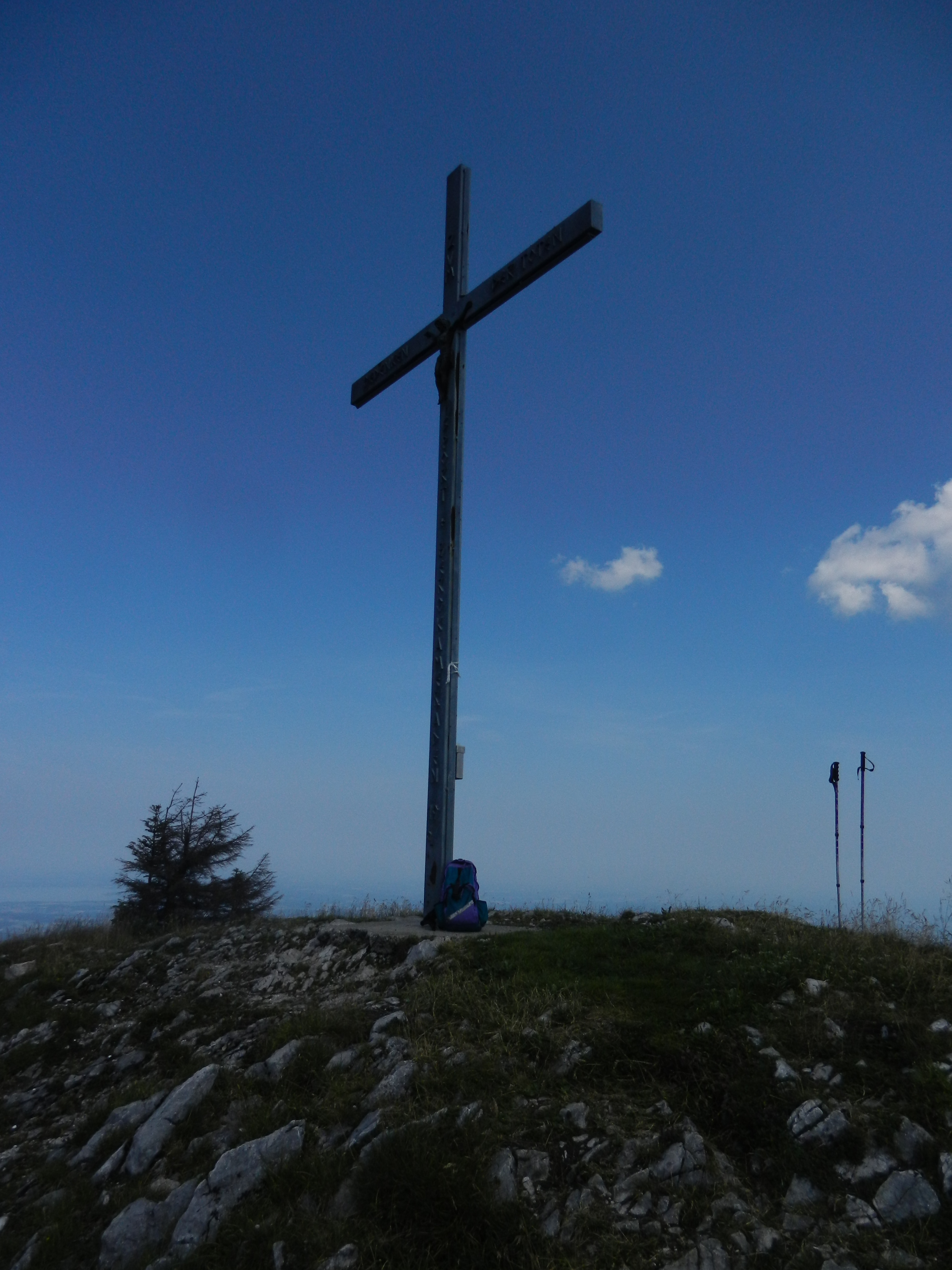
Das Gipfelkreuz des Streichers. Blick nach Nordwesten in Richtung Chiemsee.
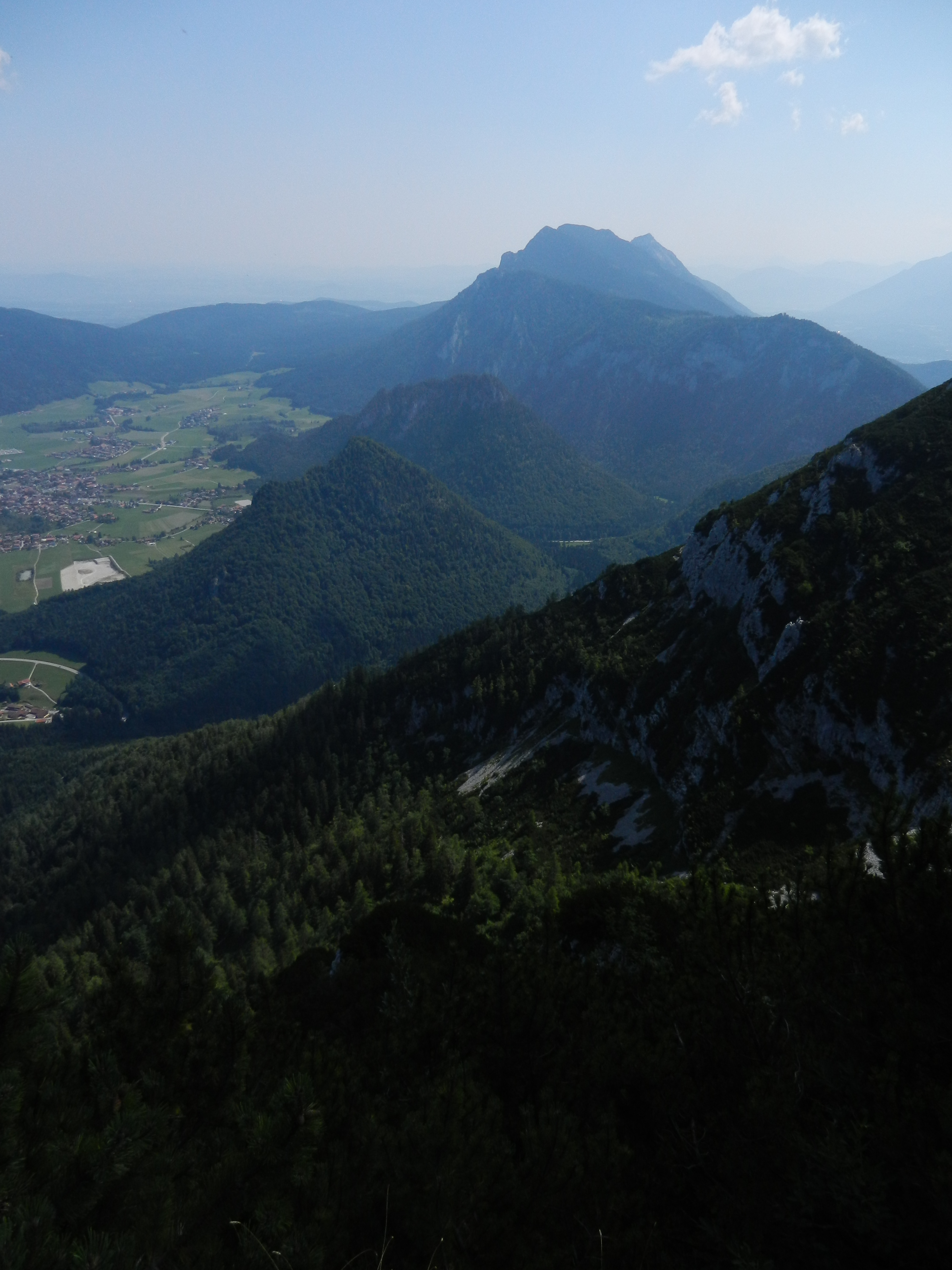
Blick vom Streicher nach Osten zum Kienbergl, Falkenstein und Hochstaufen-Massiv
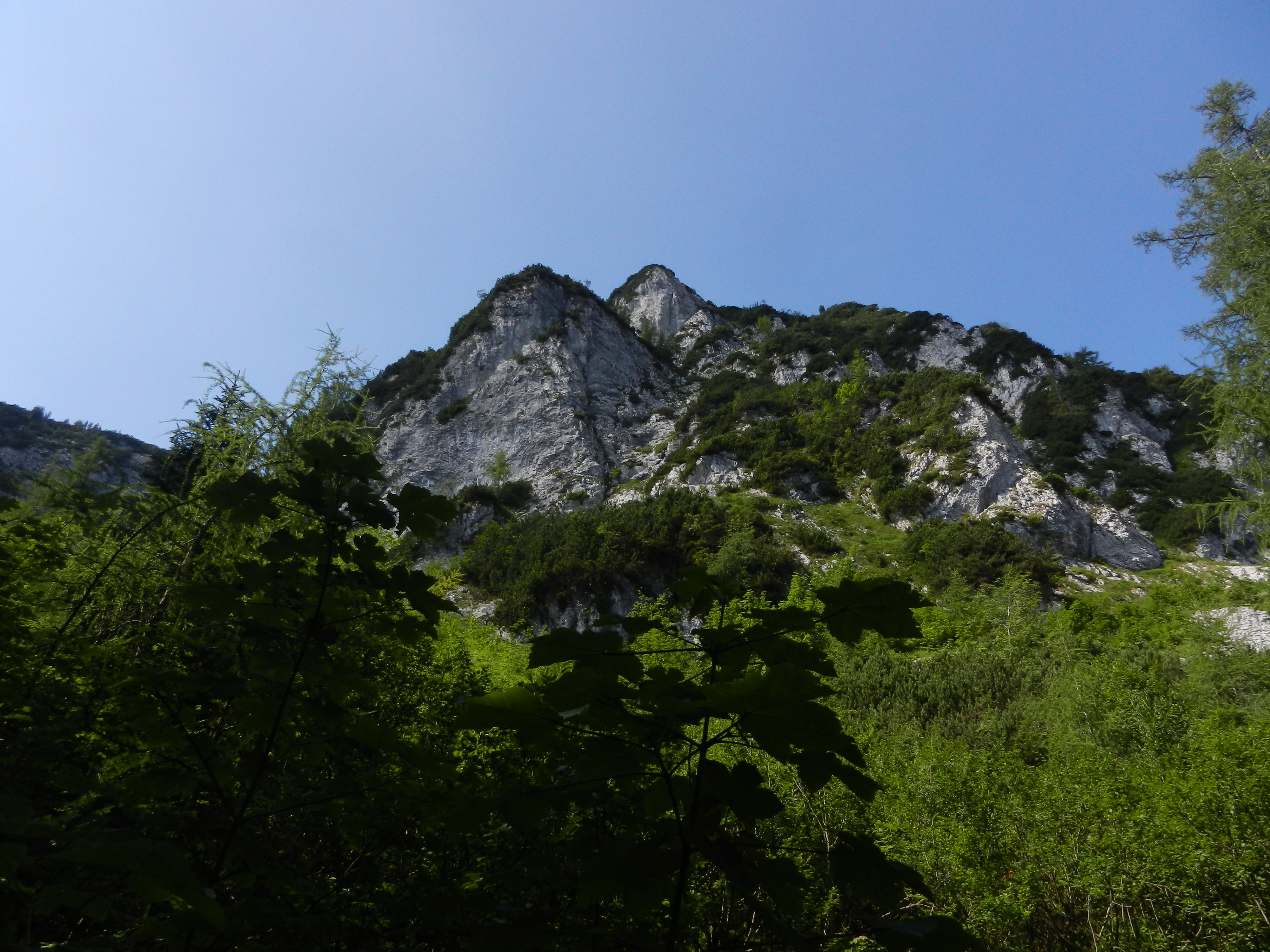
Die Nordabbrüche des Streichers, gesehen im Aufstieg vom Fahrriesboden
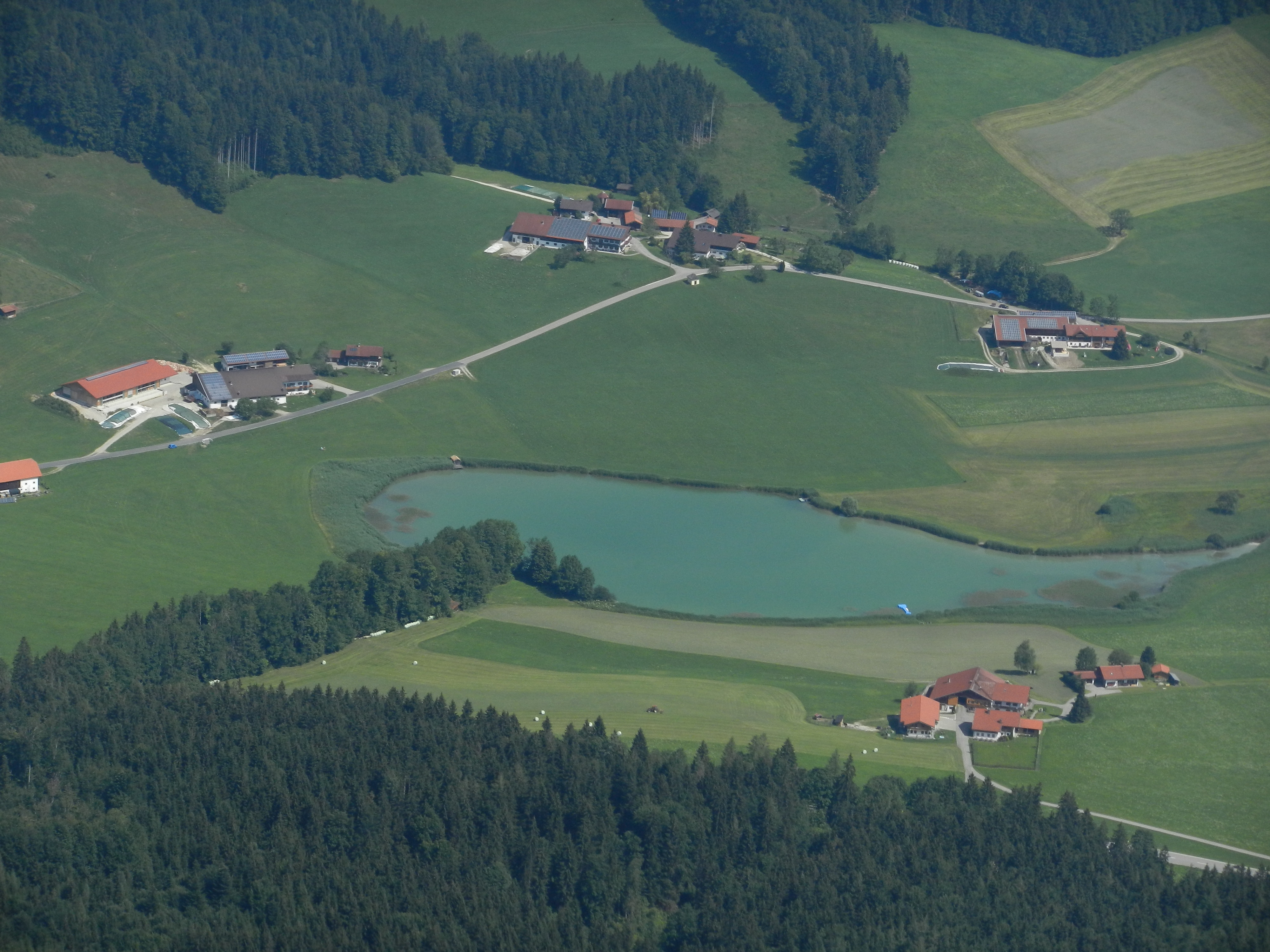
Tiefblick vom Streicher nach Norden hinunter zum Froschsee mit den Ruhpoldinger Ortsteilen Point, Oberhausen und Endsee
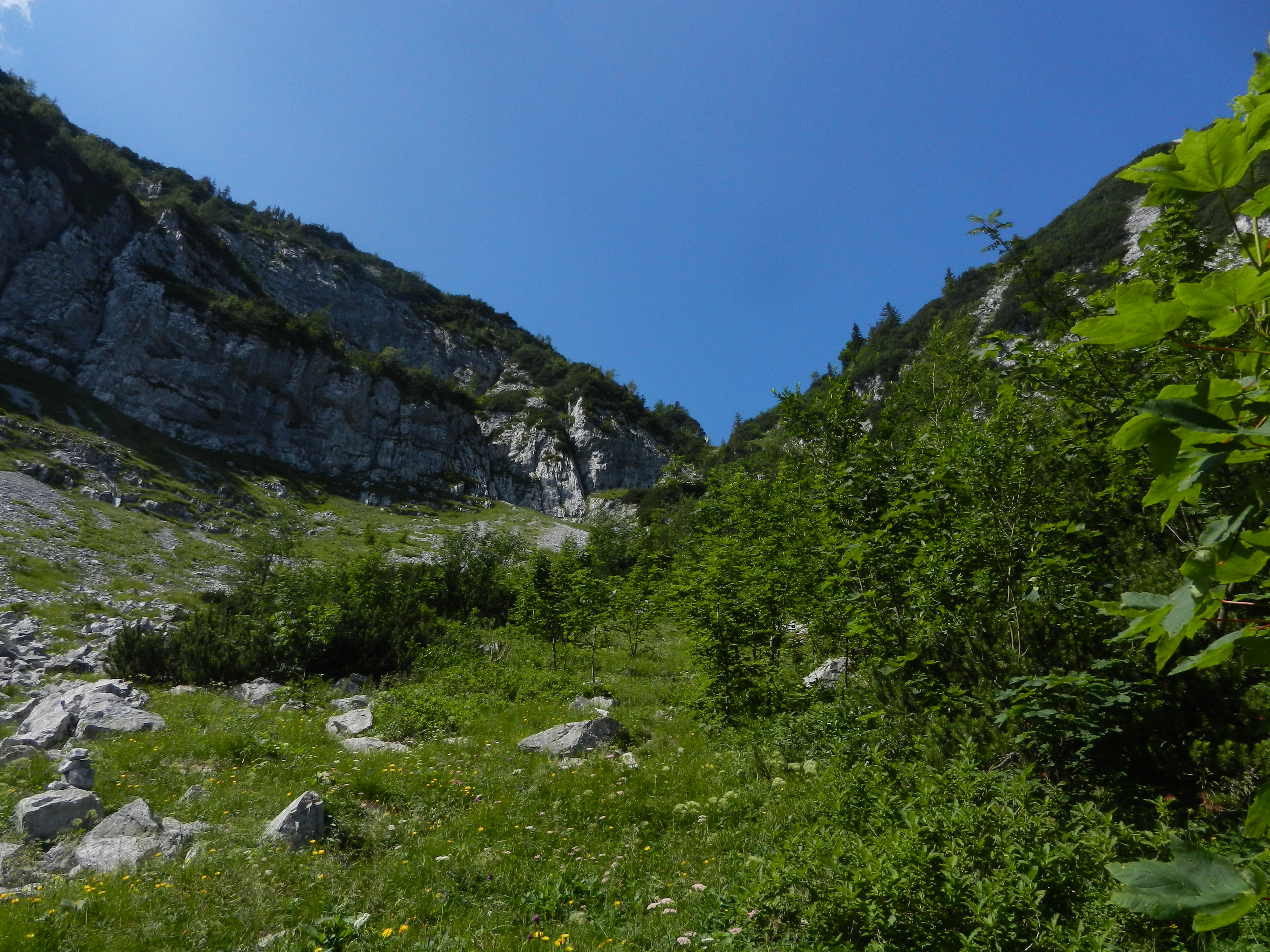
Scharte zwischen Zenokopf (links) und Streicher (rechts)
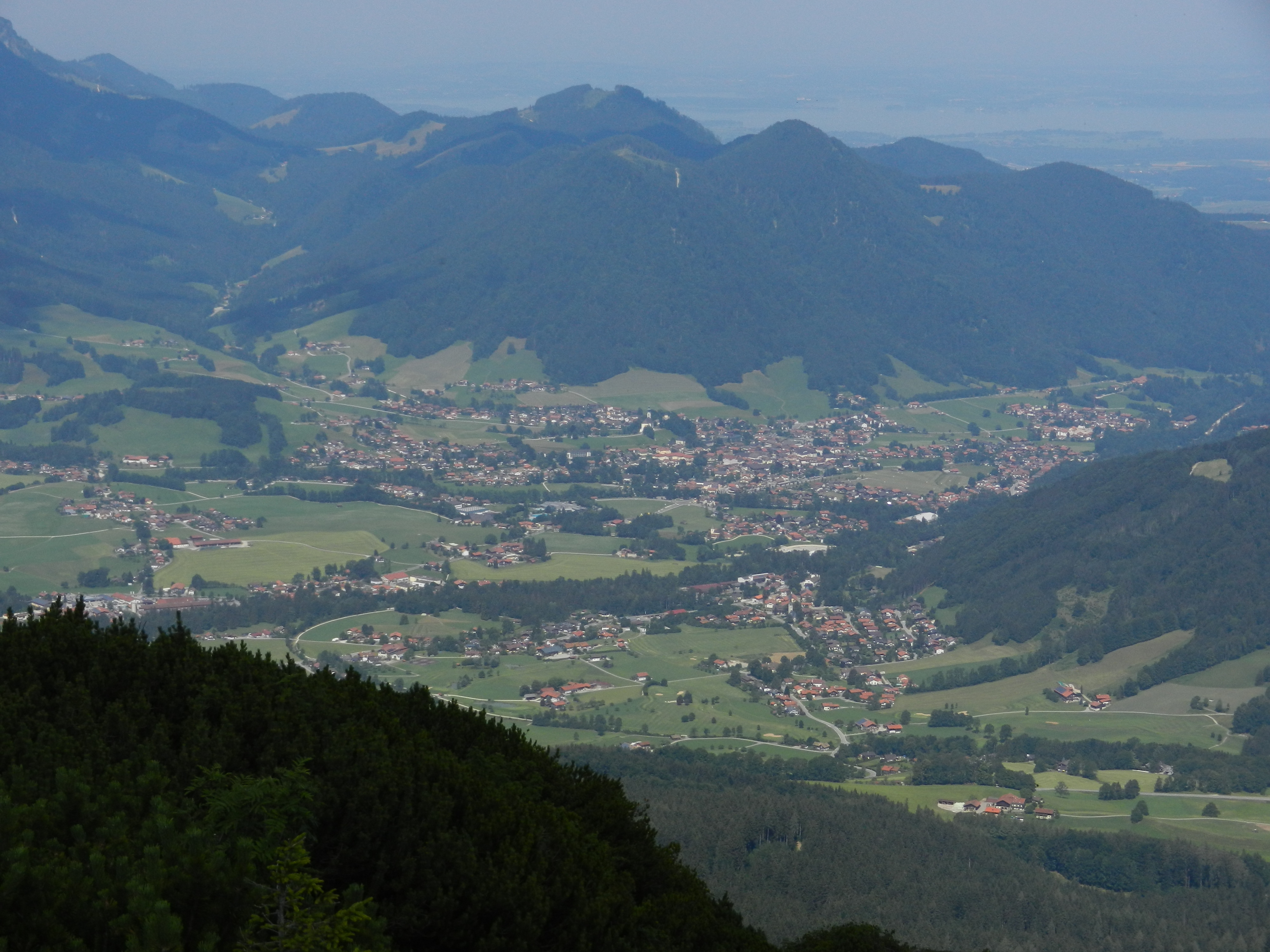
Tiefblick vom Streicher hinab nach Ruhpolding